# نابهنجاری برانگیختگی جنسی زنانه
اختلال برانگیختگی جنسی زنان (به انگلیسی: Female sexual arousal disorder) به صورت کوتاه‌نوشت FSAD اختلالی است که با ناتوانی مداوم یا مکرر در دستیابی به برانگیختگی جنسی یا حفظ برانگیختگی تا پایان یک آمیزش جنسی مشخص می‌شود. این تشخیص همچنین می‌تواند به پاسخ ناکافی روانکاری - تورم اشاره داشته باشد که معمولاً در طول برانگیختگی و فعالیت جنسی وجود دارد. این وضعیت باید با از دست دادن علاقه عمومی به فعالیت جنسی و سایر ناکارآمدی جنسی، مانند اختلال ارگاسمی (آنورگاسمی) و اختلال کم‌میلی، که به عنوان فقدان یا عدم وجود تخیلات جنسی و تمایل به فعالیت جنسی مشخص می‌شود، متمایز شود.
اگرچه اختلال عملکرد جنسی زنان در حال حاضر یک تشخیص بحث‌برانگیز است، اما در سال‌های اخیر استفاده از داروهای بدون برچسب تستوسترون برای درمان FSAD رایج‌تر شده‌است.

## تشخیص

### دی‌اس‌ام-۵
دی‌اس‌ام-۵ معیارهای تشخیصی را به عنوان حداقل سه مورد از موارد زیر فهرست می‌کند:
1. علاقه کم به رابطه جنسی
2. افکار کم مرتبط با رابطه جنسی
3. کاهش شروع و رد رابطه جنسی
4. کاهش لذت در حین رابطه جنسی در بیشتر مواقع
5. کاهش علاقه به رابطه جنسی حتی در صورت قرار گرفتن در معرض محرک‌های شهوانی
6. در بیشتر مواقع احساس اندک تناسلی در طول رابطه جنسی

## درمان
سازمان غذا و دارو (FDA) فلیبانسرین و برملانوتید را برای کاهش میل جنسی در زنان تأیید کرده‌است.